# Dr.JIN
『Dr.JIN』（ドクタージン、朝鮮語: 닥터 진（ダクトジン））は、村上もとかの漫画『JIN-仁-』を原作とした2012年の韓国のテレビドラマ。
当初は原作漫画の韓国国内でのタイトル『タイムスリップ ドクタージン』（ハングル: 타임슬립 닥터진）を用いて総合編成チャンネルのひとつチャンネルAで放送が予定されていたが、その後地上波局MBCで放送されることとなり、同局の週末企画ドラマの枠で放送された。舞台は幕末の江戸から李氏朝鮮末期の哲宗治世下へと改められ、主人公も南方仁からジン・ヒョクに改められた。当初全20話の予定であったが、同年7月に2話延長されて全22話となっている。
同じく医師の過去へのタイムリープを扱ったSBSの『シンイ-信義-』との類似性が取りざたされ、制作会社のイギムプロダクションとクロスピクチャーズがSBSと『シンイ』の脚本家ソン・ジナに対して盗作の可能性を指摘した（SBSはこれに対して両者の企画案および脚本の冒頭数話分を外部委託した法務法人に検証させ「著作権上問題がない」という回答を得て反論に替えている）。
また脚本家のひとりハン・ジフンに対して、専属契約を締結している企業より「契約に反するため脚本の執筆はできない」という指摘がなされたりもした。
同作品の放送期間はロンドンオリンピックの放送期間と一部重複し、特に終盤に入ってからは五輪競技の中継のための放送中止が相次いだ。第21話ではMBCが公式サイトにて放送予定の案内を行った数時間後にフェンシングの女子フルーレ団体準決勝に放送が差し替えられるという事態も起こっている。平均視聴率は12パーセント台でありながら、最終話では8.8パーセントを記録した。

## あらすじ
天才外科医ジン・ヒョク（ソン・スンホン）は、ある患者の脳から奇妙な腫瘍を取り出してから、度々激しい頭痛に襲われるようになる。妹のジン・ミナ（パク・ミニョン）が交通事故に遭い、自ら手術を執刀した時も痛みのあまり手を止めてしまった。ミナは命を取り留めるが、意識は戻らない。失意に暮れるジン・ヒョクは、例の患者が病院の屋上から飛び降りるのを止めようとしてビルから落ち、朝鮮王朝時代にタイムスリップする。いきなり盗賊団と捕盗庁が闘う場にワープしたジン・ヒョクは武官殺しの犯人と間違えられるが、通りすがりの男イ・ハウン（イ・ボムス）に助けられる。その後、逃亡中のジン・ヒョクは重傷を負った男ホン・ヨンフィを彼の家に連れ帰り、彼の妹のミナにそっくりの女性ホン・ヨンレ（パク・ミニョン/２役）と出会う。ジン・ヒョクはヨンレに懇願され、ヨンフィに歴史より100年も早い開頭手術を行う。やがて彼は過去を変えてしまうと知りつつも、人々の命を助けるために奔走し、歴史そのものを変える出来事に関わっていく。果たして、ジン・ヒョクが現代に戻れる日は来るのか…？

## キャスト
個別に注釈がないものについてはにもとづく

### 主要人物
- ジン・ヒョク：ソン・スンホン - 原作の南方仁に相当。
- イ・ハウン：イ・ボムス - 原作の坂本龍馬に相当。
- ホン・ヨンレ：パク・ミニョン - 原作の橘咲に相当。
- ジン・ミナ：パク・ミニョン - ヒョクの妹。テレビドラマ版の友永未来に相当。
- チュノン：イ・ソヨン - 原作の野風に相当。
- キム・ギョンタク：キム・ジェジュン（少年時代：ソ・ドンヒョン） - ヨンレの許婚で捕盗庁従事官。キム・ビョンヒの庶子。

### ホン家
- ホン・ヨンフィ：チン・イハン - 原作の橘恭太郎に相当。ギョンタクの友人。
- ヨンレの母：キム・ヘオク - 原作の橘栄に相当。

### 安東金氏一派
- キム・ビョンヒ：キム・ウンス - 安東金氏出身で左議政。
- ユ・ホンピル：キム・イル - 原作の多紀元琰に相当。
- キム・デギュン：キム・ミョンス - キム・ビョンヒの長男でギョンタクの異母兄。
- キム・ビョンオク：キム・ビョンチュン - 安東金氏出身。キム・ビョンヒの右腕。

### 王室
- 哲宗：キム・ビョンセ - 李氏朝鮮第25代国王[11]。
- チョ大妃：チョン・ヘソン - 第24代国王憲宗の実母。後ミョンボクの養母。
- チョ氏夫人：チャン・ヨンナム - チョ大妃の姪。原作の恵姫に相当。
- イ・ギョリ：キム・ミョングク - チョ氏夫人の夫。ハウンの子ミョンボクを王位につけるために奔走する。
- イ・ミョンボク/高宗：イ・ヒョンソク - ハウンの息子。李氏朝鮮第26代国王となる[12]。

### 市井の民
- ホ・グァン：チョン・ウンピョ - 活人署（朝鮮語版）の医官。ヒョクの医術の腕に尊敬の念を抱く。
- チュパリ：イ・ウォンジョン - 市場通りの荒くれ者の頭目。後にハウンの右腕となる。
- ケボギ：キム・グァンシク - チュパリの手下。
- ドゥクチル：チョ・ウジン - チュパリの手下[13]。
- ヨンシム：ノ・ウル - チュノンと同じ妓楼に所属する妓生。
- ケヒャン：ユン・ジュヒ - 原作の夕霧に相当。
- 呉服屋の主人：チョ・ミリョン[14]
- シギ：オム・ジソン - 原作の喜市に相当[15][注釈 1]。
- シギの母：パン・ウニ - 原作の妙（喜市の母）に相当[14]。

### その他
- カン先生：ハ・スホ - ヒョクの病院での同僚[16]。

## 受賞
- 2012 MBC演技大賞 新人演技賞：キム・ジェジュン[17]
- 2013 ソウルドラマアワード（en:Seoul International Drama Awards）韓流ドラマ主題歌賞： キム・ジェジュン[18]

## 日本での放送

### 村上氏による放送差し止めの申し立て
- 日本 - 2012年10月よりスカパー系チャンネル・DATVにて放送予定であったが、原作者の村上もとか氏は同作品が自身の意に反し無断で改変したものであるとして、放送差止めの仮処分を申し立てた[19]。DATV運営会社であるデジタルアドベンチャーは同要請に対して、制作した韓国側との契約に何ら問題はないとして、放送を強行する構えを見せていた。しかし、同年10月5日、東京地方裁判所は村上氏の主張を認め、同社に対し、当該ドラマの放送および公衆送信の差止めを命じる仮処分決定を下したため、放送が取りやめになった[20][21][22]。

### その後の対応
その後プロットの一部や設定を変更し、それに合わせて作品を編集しシーンをカットするなどして、日本オリジナルの「完全版」として制作されたものが、DATVにて放送された。のちに発売されるDVDやBlu-rayには、この完全版の方が収録されており、クレジットには「特別協力：デジタルアドベンチャー」と記載されている。

### 日本語版
2014年2月4日及び3月4日に、DVDおよびBlu-rayが発売された。また、同月26日よりテレビ東京が関東地方の広域ローカル放送枠（韓流プレミア）にて放送。7月23日には、テレビ東京系のBS局・BSジャパンにて放送された。（日本語字幕付き 二ヶ国語放送）
日本語吹替を担当した声優は以下の通り:
- ジン・ヒョク：内田夕夜
- ホン・ヨンレ、ジン・ミナ：小松未可子
- イ・ハウン：小西克幸
- チュノン：木下紗華
- キム・ギョンタク：江口拓也
- ホン・ヨンフィ：小野賢章[26]

### イベント
2014年3月16日、「Dr.JIN」のドラマイベントが、DATVの主催でパシフィコ横浜にて開催された。その後、DATVにて「Dr.JINスペシャルメイキング」を日本初放送された。
イベント概要は以下の通り:
- 開催日時：2014年3月16日(日)
  - 昼公演 開場13:00／開演14:00
  - 夜公演 開場17:00／開演18:00
- 開催場所：パシフィコ横浜 国立大ホール
- 出演者：ソン・スンホン、パク・ミニョン
- 司会：Yumi
- 主催／制作：DATV／デジタルアドベンチャー
- 協力：集英社

## その他国外での放送
- ミャンマー - BS局Sky Net（英語版）にて2012年9月28日より放送開始。
- 台湾 - 仁醫のタイトルで、八大戯劇台（中国語版）にて2012年10月3日から放送開始。
- シンガポール - 仁医のタイトルで、メディアコープ・チャンネルU（英語版）にて2013年4月1日から放送開始[28]。
- 香港 - 越空仁醫のタイトルで、無線網絡電視（中国語版）系専門チャンネル無綫精選台（中国語版）にて2013年4月10日から放送開始。